# Ареваки
Ареваки (лат. Arevaci или Aravaci; в греческих источниках — Arevakos, Arvatkos, Areukas) — доримский кельтский народ, обитавший на Центральной Месете в северной части Испании. Ареваки доминировали на большей части территории Кельтиберии в период IV—II вв. до н. э. Их союзниками были ваккеи.

## Происхождение
Известно, что предки ареваков говорили на одном из Q-кельтских языков и были выходцами из Галлии, мигрировавшими на Пиренейский полуостров примерно в середине VI в. до н. э. (период гальштатской культуры), то есть примерно тогда же, когда и их могущественные соседи ваккеи, занявшие западную Месету. Отсюда ряд историков предполагают, что ареваки представляли собой ветвь ваккеев, отколовшуюся от них в ходе миграции, и что изначально они назывались ‘Are-Vaccei’, или «восточные ваккеи». С другой стороны, альтернативную этимологию названия приводит римский историк Плиний Старший, упоминающих «кельтиберов-ареваков» и указывающий, что их название произошло от реки Areva (Araviana), и следовательно, может переводиться как «живущие на Ареве».

## Локализация
Ядро аревакских земель находилось на территории современных провинций Сория и большей части Гвадалахары вплоть до истоков реки Тахо, простираясь до восточной половины Сеговии и юго-востока Бургоса. Некоторое время ареваки также доминировали на территории соседней провинции Сарагоса.
Ареваки основали или захватили несколько важных городов-государств на севере Кельтиберии: Clunia (соответствует либо современному Альто-дель-Куэрно, либо Корунья-дель-Конде в провинции Бургос; название на кельтиберской монете: Kolounioku), Voluce/Veluka (близ современного города Калатаньясор — Сория), Uxama Argelae (Серро-де-Кастро, близ Осмы — Сория; название на кельтиберской монете: Arcailicos/Uzamuz), Termantia (Монтехо-де-Тьермес — Сория), также известен под названиями Termes или Termesos, Savia (Сория?) и Numantia (Муэла-де-Гаррай — Сория). В античных источниках упоминаются и другие города, местонахождение которых до сих пор не установлено: Segovia, Ocilis, Comfluenta, Tucris, Lutia, Mallia, Lagni, Colenda.

## Культура
Ареваки, подобно ваккеям, имели эгалитаристско-коллективистскую социальную структуру, которая позволяла им успешно выращивать пшеницу и кормовые культуры на западном плато, хотя археологические данные показывают, что в хозяйстве ареваков преобладало скотоводство, и они практиковали сезонное кочевье на пастбищные территории в верховьях долины Эбро.

## Культ
Ареваки практиковали обряд экскарнации (они выставляли на открытый воздух тела погибших воинов, чтобы тех объедали стервятники). Об этом пишут Силий Италик и Клавдий Элиан. Обряд также засвидетельствован погребальными стелами и расписной керамикой из Нуманции.

## История
Ареваки, которых считали наиболее воинственным народом на западной Месете, рано начали экспансию, приняв участие в миграции кельтиков в 5 в. до н. э. вместе с отдельными группами из состава лузонов и ваккеев на запад Иберийского полуострова. Однако в конце 4-начале 3 вв. до н. э. ареваки сменили направление своей экспансии на восточное, к верховьям Дуэро и южнее к центральному Иберскому массиву. Оттуда они вытеснили более ранних обитателей, пелендонов, завоевали города Савия и Нуманция, и покорили ураков, получив таким образом контроль над стратегически важными городами Aregrada (Агреда? — Сория; в легендах на кельтиберских монетах: Areicoraticos/Arecorataz), Cortona (Мединасельи? — Сория), Segontia (Сигуэнса — Гвадалахара) и Arcobriga (Монреаль-де-Ариса — Сарагоса).
Примерно в середине 3 в. до н. э. ареваки, а также их соседи лузоны, беллы и титтии образовали племенную конфедерацию, известную как кельтиберская конфедерация, со столицей в Нуманции.
Во время второй пунической войны конфедерация сохраняла нейтралитет, однако кельтиберские торговцы упоминаются как сражавшиеся на обеих сторонах конфликта.
Ареваки и беллы восстали против римлян. Это восстание переросло в Кельтиберские войны.
После падения Нуманции в 134—133 гг. до н. э. римляне распустили Кельтиберскую конфедерацию и позволили пеллендонам и уракам восстановить независимость от ареваков, которые в то время фактически находились в подчинённом положении к римлянам, а их территории были включены в состав провинции Ближняя Испания. Несмотря на это, оставшиеся аревакские города смогли сохранить свою военную мощь, и под предводительством городов Клуния и Терманция они помогли оборонять Кельтиберию от нападений как лузитанов в 114 г. до н. э., так и кимвров, которые перешли через Пиренеи около 104—103 гг. до н. э. Воодушевлённые этими успехами, и одновременно разочарованные отсутствием признательности со стороны римлян за их поддержку, ареваки начали тайно подстрекать соседей к мятежу, известному как Третья кельтиберская война 99-81 гг. до н. э.. Однако восстание ареваков жестоко подавил проконсул Тит Дидий в 92 г. до н. э., а их новая столица Терманция была разрушена.

## Романизация
Несмотря на разгром и включение в состав Ближняя Испания после 93 г., отношения ареваков с римлянами оставались непростыми. Фактически они и после этого продолжали сопротивляться ассимиляции римлянами.
Хотя ареваки в 29 г. до н. э. выполнили повинность по поставке воинов во вспомогательные кавалерийские части (см. Испанские алы ареваков), сражавшиеся в ходе первой Кантабрийской войны на стороне римлян, Тацит сообщает, что непосильные налоги стали одной из причин восстания в регионе Терм, в результате чего в 25 г. н. э. был заманен в засаду и убит претор Ближней Испании Луций Пизон.